# Couthouyia incerta
Couthouyia incerta is een slakkensoort uit de familie van de Vanikoridae. De wetenschappelijke naam van de soort is voor het eerst geldig gepubliceerd in 1932 door Turton.